# Andreas Möller (konstnär)
Andreas Möller (danska: Andreas Møller), född 30 november 1684 i Köpenhamn i Danmark, död omkring 1762, troligen i Berlin, var en dansk porträttmålare och pionjär för miniatyrmålning och som arbetade vid många europeiska hov.

## Biografi
Andreas Möller var son till Daniel Møller, som var lärare i ritning till kung Fredrik IV av Danmark. Redan i sin ungdom spenderade han mycket tid utomlands, särskilt i London, och han blev tidigt erkänd som skicklig konstnär. Han var den första danska målaren med internationell ställning.
Möller betraktades som en "halv-engelsk" och senare, för att skilja honom från sin far, fick han namnet "Engelsk Møller". År 1712 lämnade han slutligen Danmark för att arbeta i Wien, Kassel, Dresden, London, Paris, Florens, Mannheim, Leipzig och Berlin, där de flesta av hans verk finns.
Han var anställd som målare till Hessiska hovet av den tyske fursten, lantgreven av Hessen-Kassel, Karl I av Hessen-Kassel, 1715 till 1721. Karl II av Hessen-Kassel var son till Fredrik II av Hessen-Kassel och Maria av England. Han gifte sig med Louise av Danmark. Karl II uppfostrades i Danmark hos sin släkting, Fredrik V av Danmark, på grund av faderns, Fredrik II:s övergång till katolicismen och skilsmässa från modern. Maria Sofia Fredrika (Marie) av Hessen-Kassel var dotter till lantgreve Karl II av Hessen-Kassel och dennes maka Louise av Danmark. Karl II av Hessen-Kassel trädde 1756 i dansk tjänst, var ståthållare i Schleswig och Holstein från 1768 och titulär (ej regerande) lantgreve av Hessen-Kassel från 1805.
Den nyligen krönte kungen av Danmark, Kristian VI, träffade Andreas Möller 1732 i Dresden och utsåg honom senare som målare. Han var Kristian VI:s hovmålare från 1736 till 1741. Hans verk omfattar främst porträtt av medlemmar av europeiska kungliga och furstehus.
- Porträttet från 1727 föreställer Maria Theresia av Österrike (1717-1780), den heliga tysk-romerska kejsarinnan, som elvaåring 1728. För den kejserliga familjen i Wien gjorde han flera porträtt och miniatyrer. Maria Teresia blev senare drottning av Ungern, Böhmen, Kroatien, Slavonien, ärkehertiginna av Österrike, hertiginna av Parma och Piacenza. Hon blev dessutom genom äktenskap tysk-romersk kejsarinna och storhertiginna av Toscana. Mellan 1740 och 1765 var hon formellt samregent med sin make, och från 1765 till 1780 med sin äldste son Josef.
- Porträttet av Karl I av Hessen-Kassel målades 1720. Han hade 1670 blivit lantgreve av Hessen-Kassel vid den äldre broderns död. Hans son, Fredrik I av Hessen-Kassel (1676-1751), blev kung av Sverige 1720, sedan han gift sig med Karl XII:s syster Ulrika Eleonora. Karl anlitades också en tid av Karl XII som diplomatisk mellanhand.
- Porträttet av Maximilian II Emanuel (1662–1726), kurfurste av Bayern, som målades 1726, finns i Torre Abbey, som är en historisk byggnad och ett konstgalleri i Torquay i Devon i sydvästra England. Maximilian II Emanuel var Bayerns regent åren 1679-1726 och han efterträddes av sin äldste son i andra giftet Karl Albert, som då blev Karl VII.
- Porträttet av kung Fredrik V av Danmark (1723-1766) är klädd i hästvaktens uniform och med Elefantordens blå band och stjärna samt Order of l'Union Parfaite, det är en oljemålning från omkring 1736-1741. Andreas Möller var anställd som målare till kungliga hovet i Danmark åren 1736-1741, och målningen förmodligen kommer från dessa år.

Andreas Möller beskrivs som en mångsidig och elegant man, liksom en bra patriot, han tillbringade sina återstående år i Berlin, där han förmodligen dog år 1762.

## Portätt (urval)

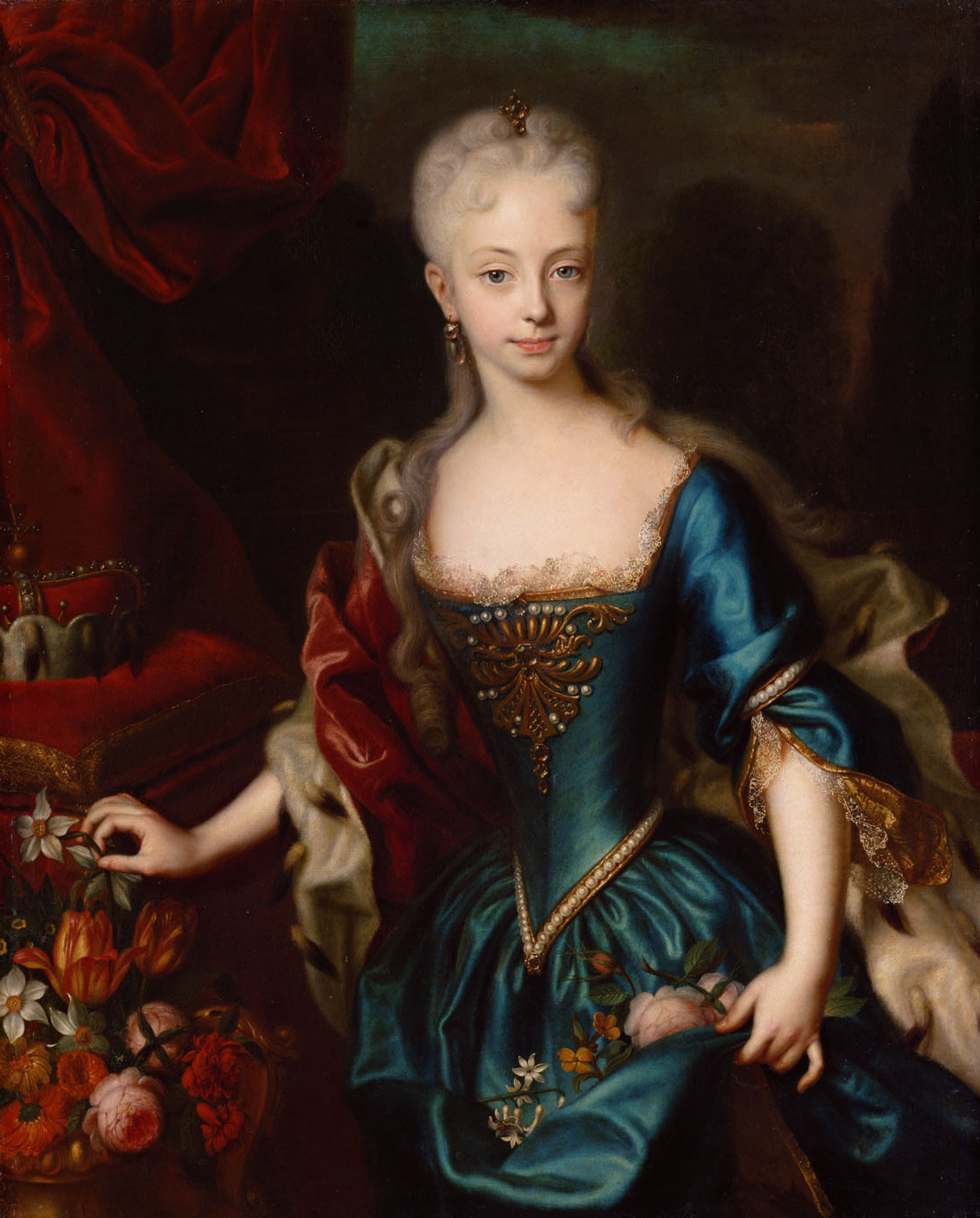
Grevinnan Maria Teresia av Österrike som elvaåring (1728). Kunsthistorisches Museum, Wien.
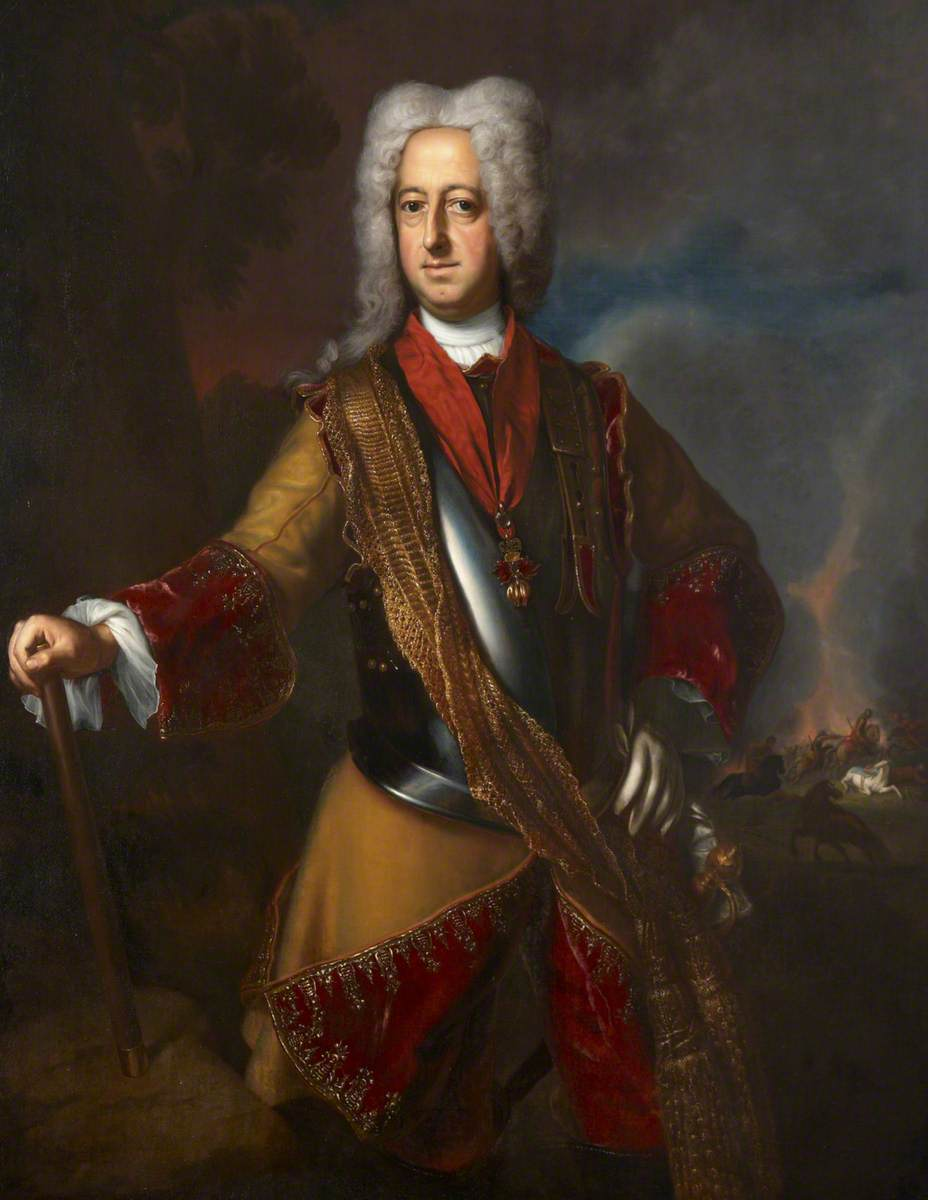
Maximilian II Emanuel, kurfurste av Bayern (1726). Torre Abbey, Torquay, Devon.
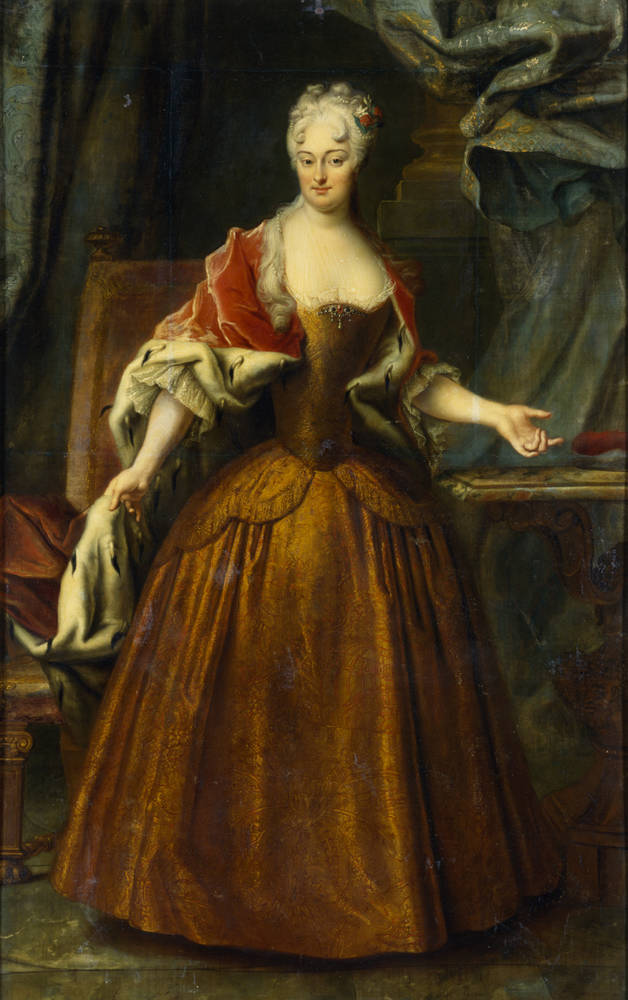
Sophia av Sachsen-Weissenfels (1684-1752) (1720), olja på duk, Gemäldegalerie Alte Meister, Dresden.
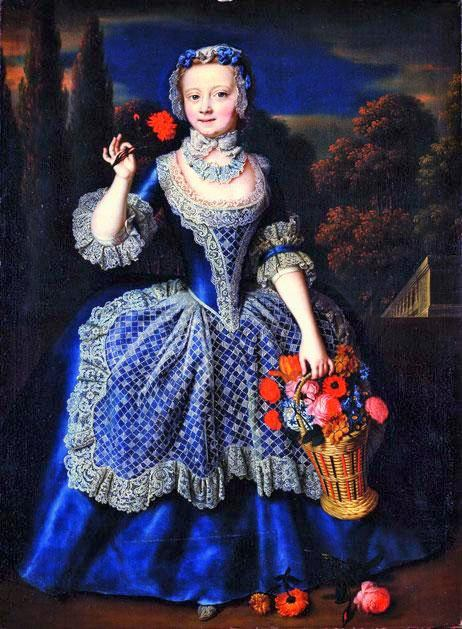
Maria Amalia, grevinnan von Brühl (1742), oljemålning.
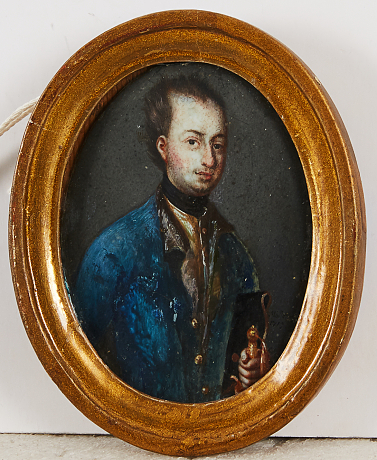
Porträtt av den unge Karl XII, miniatyr, gouache på ben, signerad 1715.
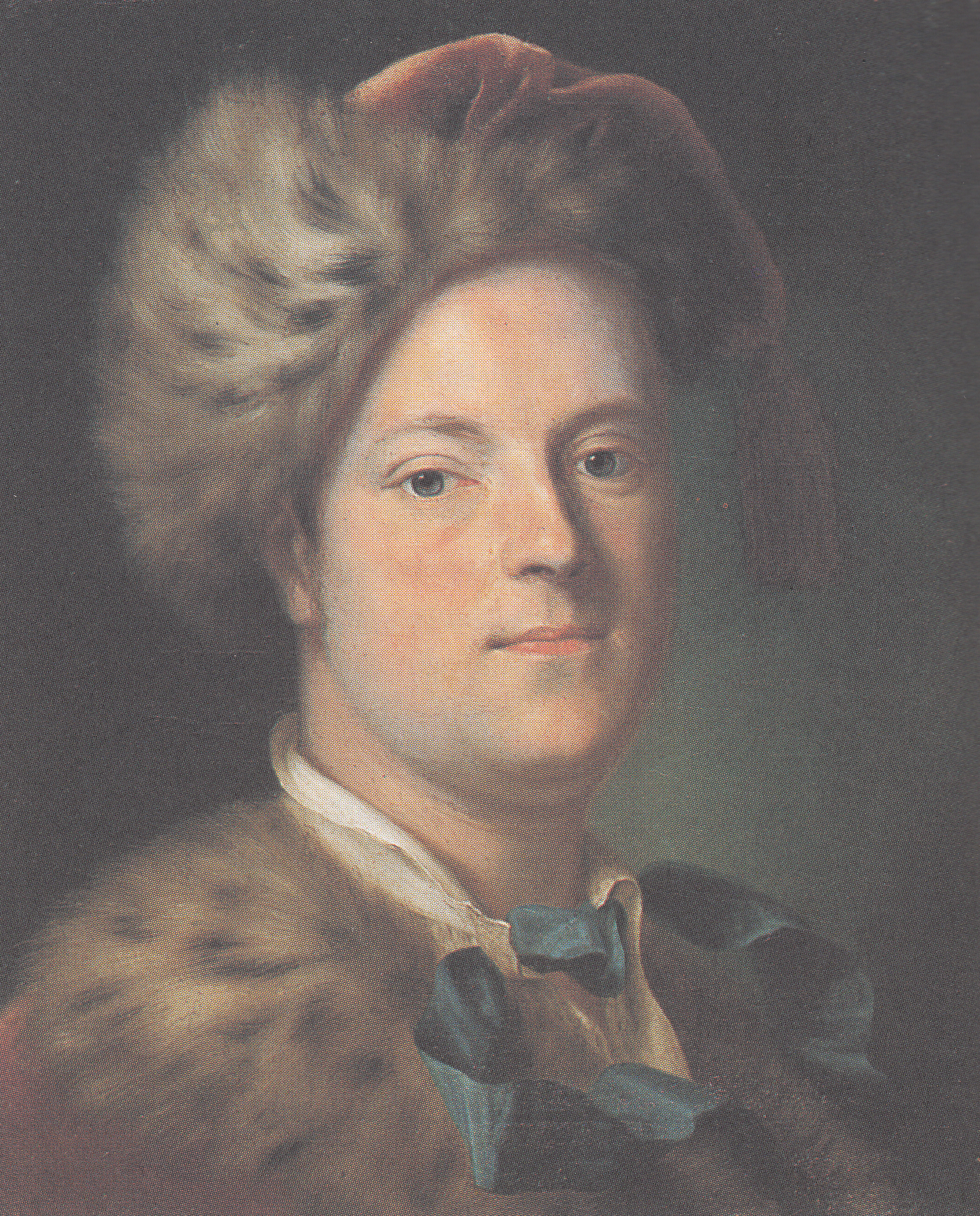
Greve Carl Gustaf Tessin (1726), svensk diplomat.
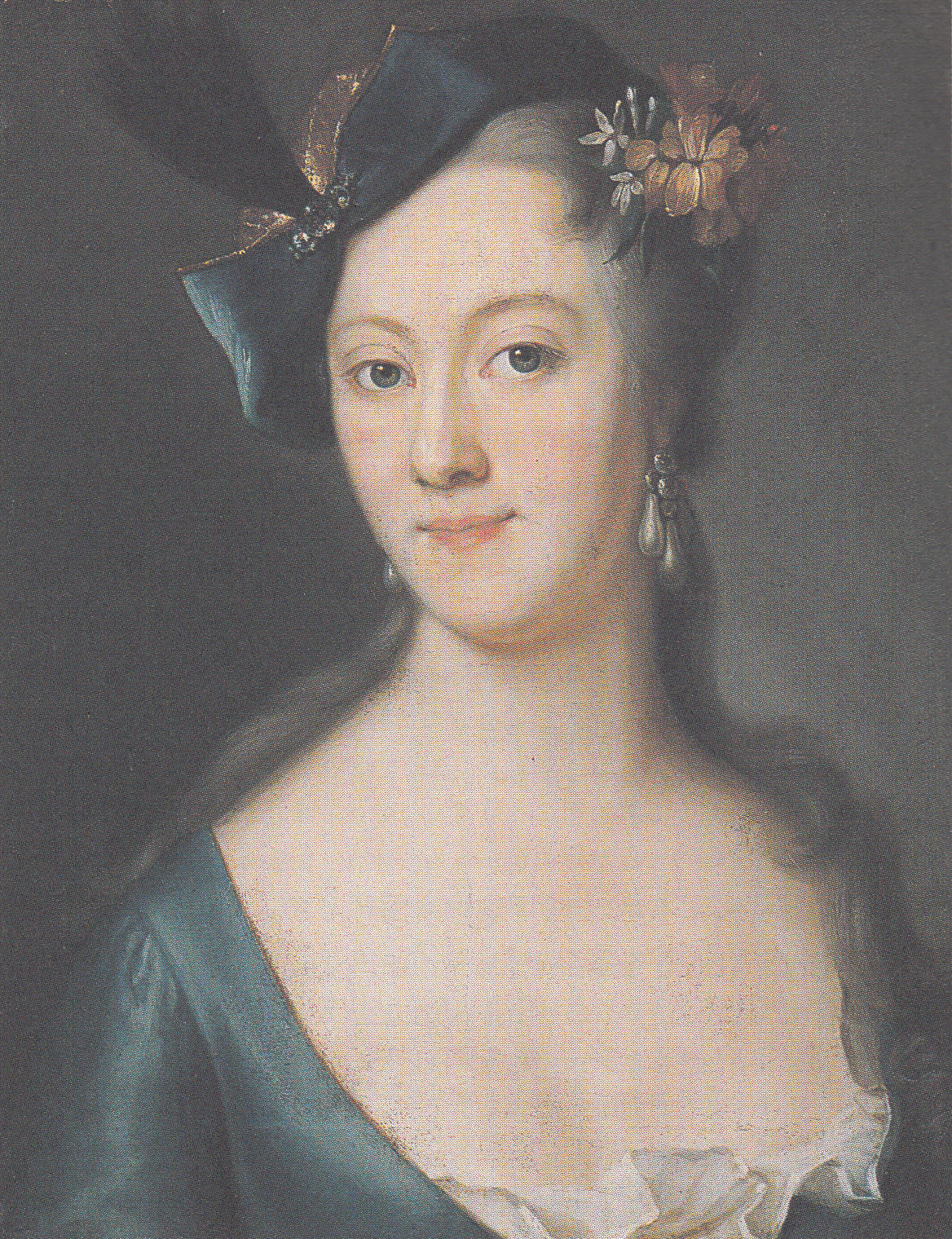
Grevinnan Ulla Tessin (1736), maka till greve Carl Gustaf Tessin.
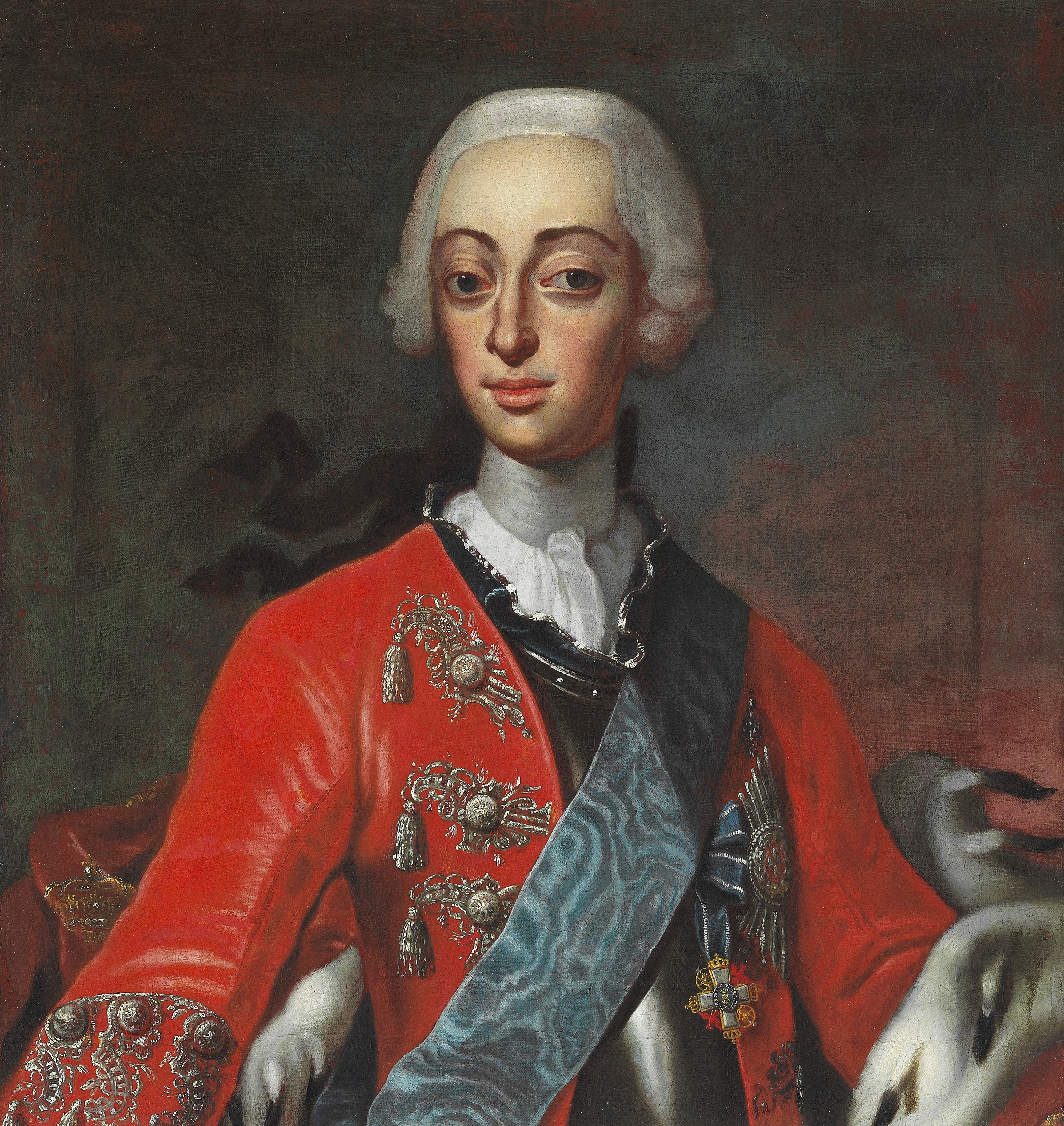
Kung Fredrik V av Danmark.